# Eugen Bregant
Eugen Bregant, avstrijski general, * 29. januar 1875, Trst, Primorska, Avstro-Ogrska, † 18. november 1936, Gradec, Štajerska, Avstrija.
Bil je častnik avstro-ogrske in avstrijske vojske prve republike. Po koncu prve svetovne vojne je postal generalmajor v avstrijski vojski prve republike. Njegov mlajši brat generalmajor Camillo Bregant je bil znani jahač in zadnji inšpektor konjenice v Avstrijski prvi republiki.

## Vojaška izobrazba
- pehotni konjeniški tečaj v Trstu
- armadna strelska šola in strojnični tečaj v Brucku an der Leithi
- korpusna častniška šola v Gradcu (1910)
- jurišni tečaj v Beljaku (1917)
- armadna plinska šola na Dunaju (1917 in 1918)
- informativni tečaj v Brixnu (1918)

## Vojaška kariera in odlikovanja
Ob začetku prve svetovne vojne je 1. domobranski pehotni polk odšel na galicijsko bojišče, kjer se je avgusta 1914 udeležil prve bitke pri Lvovu, nakar je bil leta 1915 premeščen na soško fronto v Karnijske Alpe na odsek med Trbižem in prelazom Predil. Leta 1915 je Eugen Bregant sodeloval v več različnih bojnih akcijah, med drugim v bojih na prelazu Oregone in v naskoku na Monte Peralbo in Hohen Trieb. Od leta 1916 do konca vojne je poveljeval 157. črnovojniškemu bataljonu.  Leta 1917 je postal poveljnik pododseka v visokogorju Zollner, bil udeleženec več soških bitk in po kobariškem preboju sodeloval v različnih bojih od Piave do Stilfserjocha. Dne 4. novembra 1918 je major Bregant skupaj s svojo enoto (157. črnovojniški bataljon) pri Ponte di Arche na Južnem Tirolskem padel v italijansko vojno ujetništvo, iz katerega se je vrnil v domovino dne 4. avgusta 1919. 
Med drugim je prejel viteški križ Imperial avstrijskega reda Leopold z vojno dekoracijo in meči.
Med vojno je bil major Bregant odlikovan z redom železne krone 3. stopnje z vojno dekoracijo in meči, vojaškim križcem za zasluge 3. razreda z vojno dekoracijo in dvakrat z bronasto vojaško medaljo za zasluge na rdečem traku z vojno dekoracijo in meči ter številnimi drugimi različnimi vojaškimi odlikovanji, med drugim tudi s Karlovim križcem. Prošnja za podelitev Vojaškega reda Marije Terezije zaradi konca vojne ni bila rešena.
Dne 1. maja 1918 je bil uradno povišan v čin majorja, nakar je po koncu vojne vstopil v avstrijsko vojsko prve republike, kjer je bil kmalu zatem povišan v čin podpolkovnika. Od 1. maja 1921 dalje je služboval kot častnik pri 5. kolesarskem bataljonu. Marca 1922 je bil kot častnik za posebne namene dodeljen polku alpskih lovcev št. 11 in št. 10, nakar je avgusta 1926 postal poveljnik polka alpskih lovcev št. 1. Marca 1927 je bil povišan v čin generalmajorja, leto dni kasneje (1928) se je upokojil iz vojaške službe.

## Rane
- Strel skozi nadlaket s poškodbami živcev (1914)
- Poškodba desne podlakti z drobci kamenja (1916) [5]